# 根尾村立黒津小学校大河原分校
根尾村立黒津小学校大河原分校（ねおそんりつ くろづしょうがっこう　おおかわらぶんこう）は、かつて岐阜県本巣郡根尾村（現・本巣市）に存在した公立小学校の分校。
廃校時の校名は根尾村立長嶺小学校大河原分校（ねおそんりつ ながみねしょうがっこう　おおかわらぶんこう）。この名称はわずか1年であった。ここでは黒津小学校大河原分校の名称で記述する。

## 概要
- 現在の根尾大河原が校区であった。
- 黒津小学校の分校であった。根尾村最北部となるこの地域は1959年9月26日伊勢湾台風及び1965年9月15日の集中豪雨で甚大な被害を受けたこともあり、住民の離村による過疎化が進み、1970年に本校の黒津小学校が長嶺小学校に統合され廃校となったことにより、大河原分校は長嶺小学校に移管された。

## 沿革
大河原村は義務教育免除地に指定され、1886年まで義務教育は行われなかった。
- 1886年（明治19年） - 大河原簡易科小学校が開校。民家の土蔵を仮校舎とする。通年の授業は行われず、農閑期の6・7月のみ授業を行う[注釈 2]。
- 1889年（明治22年）7月1日 - 宇津志村、高尾村、水鳥村、松田村、大井村、大河原村、能郷村が合併し、西根尾村が発足。
- 1904年（明治37年）4月1日 - 東根尾村、中根尾村、西根尾村が合併し、根尾村が発足。
- 1904年（明治38年） - 黒津尋常小学校に統合され、黒津尋常小学校大河原分教場となる。このころから通年授業を行う。
- 1906年（明治40年） - 新校舎（木造平屋建）が完成。
- 1941年（昭和16年）4月1日 - 黒津国民学校大河原分教場に改称する。
- 1947年（昭和22年）4月1日 - 根尾村立黒津小学校大河原分校に改称する。根尾中学校大河原分校を併設。
- 1960年（昭和35年）4月 - 根尾中学校大河原分校を廃止。
- 1970年（昭和45年）3月 - 黒津小学校が廃校となり、大河原分校は長嶺小学校に移管され、長嶺小学校大河原分校となる。
- 1971年（昭和46年）3月 - 廃校。